# Гура
Гу́ра (пол. Góra [ˈɡura], сил. Gůra), Гурау (нем. Guhrau) — город в Польше, входит в Нижнесилезское воеводство, Гурувский повят. Занимает площадь 13,66 км². Население 12 671 человек (на 2004 год).

## История
Первое упоминание о селе Гора появилась уже в 1155 году в булле папы Адриана IV, которая описывает владения вроцлавской епископии.

## Города-побратимы
- Херцберг, Германия

## Галерея

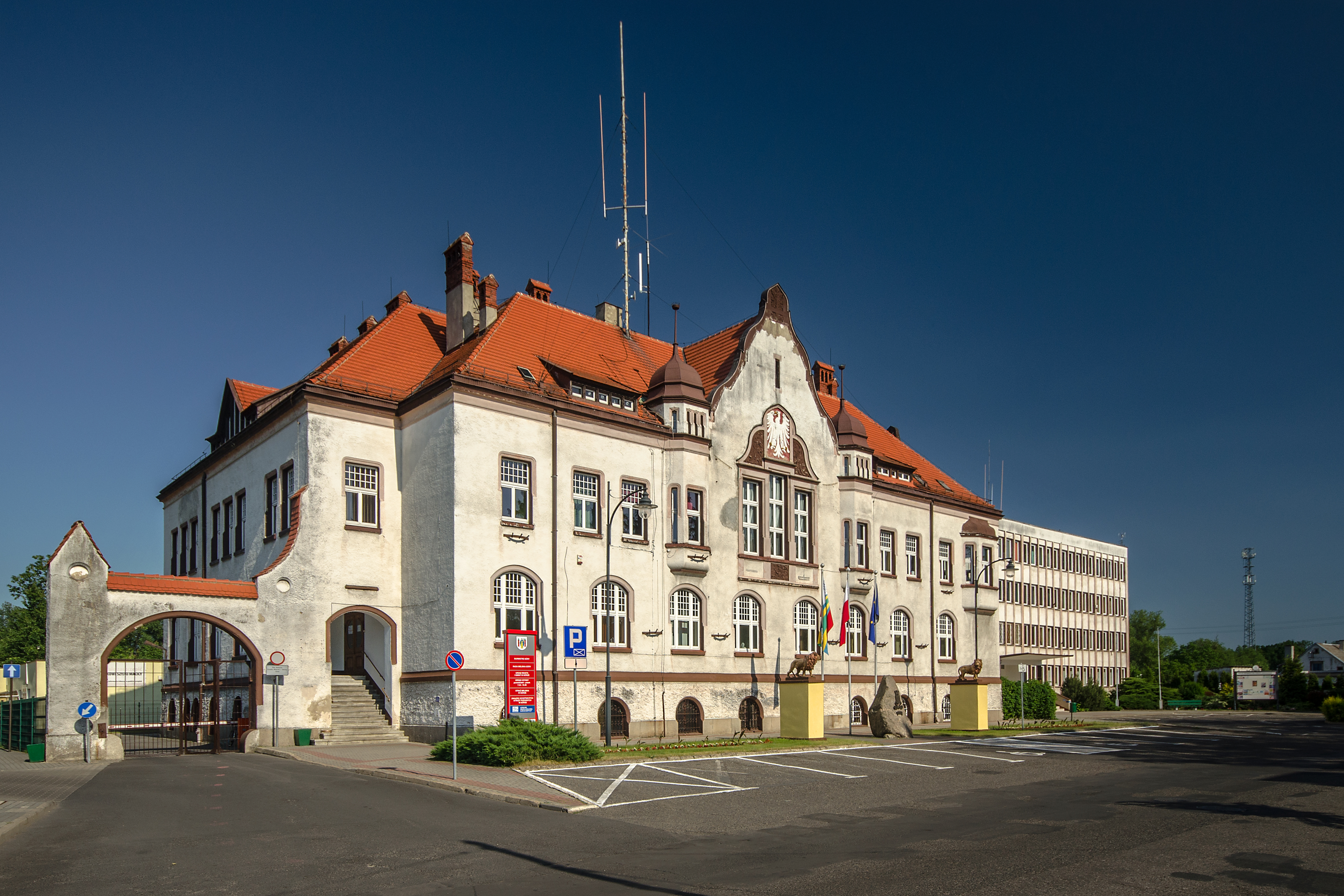
Ратуша
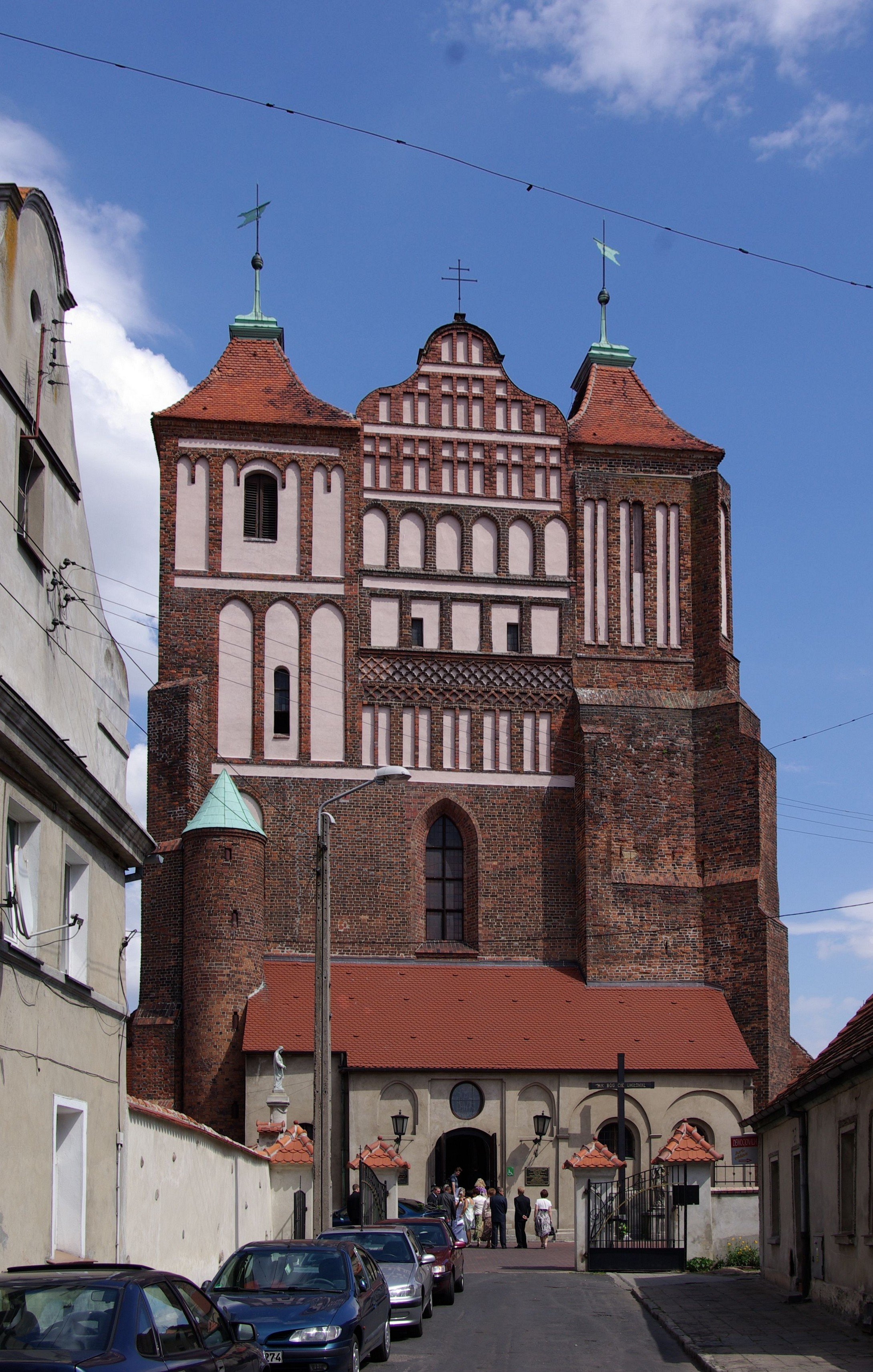
Старая католическая кирха
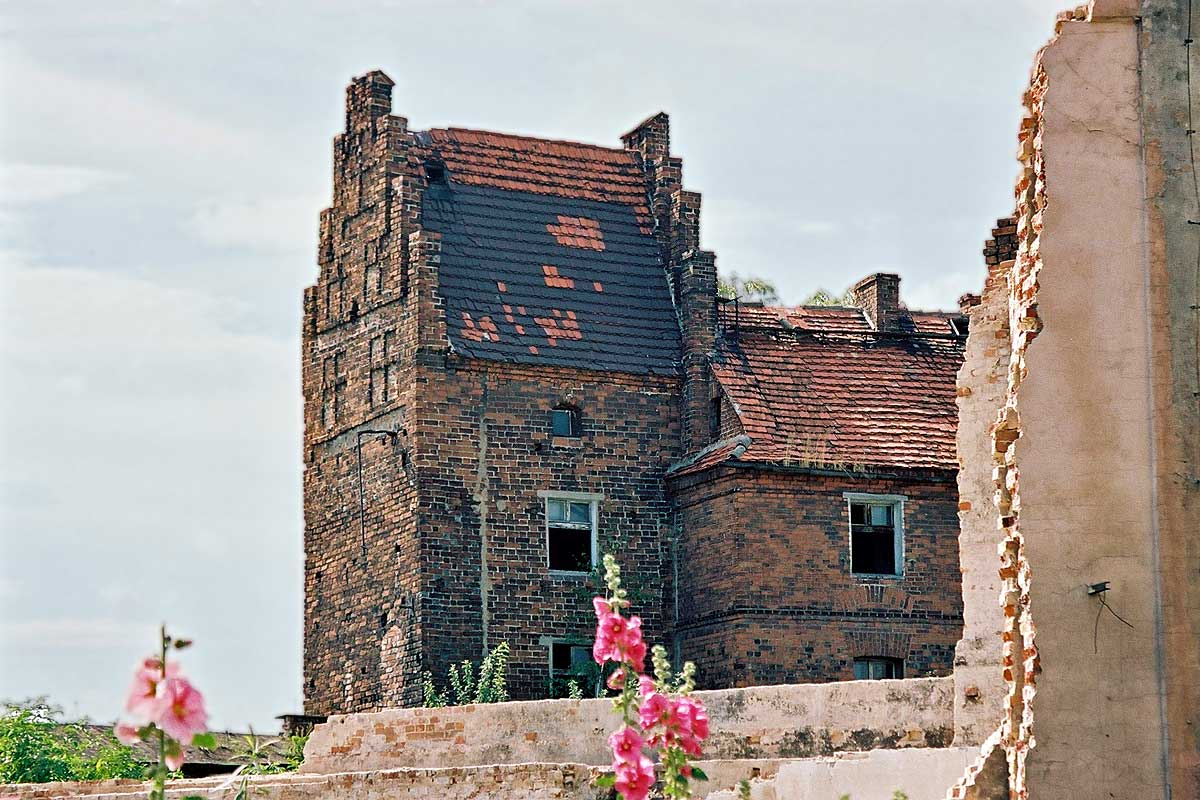
Руины замка
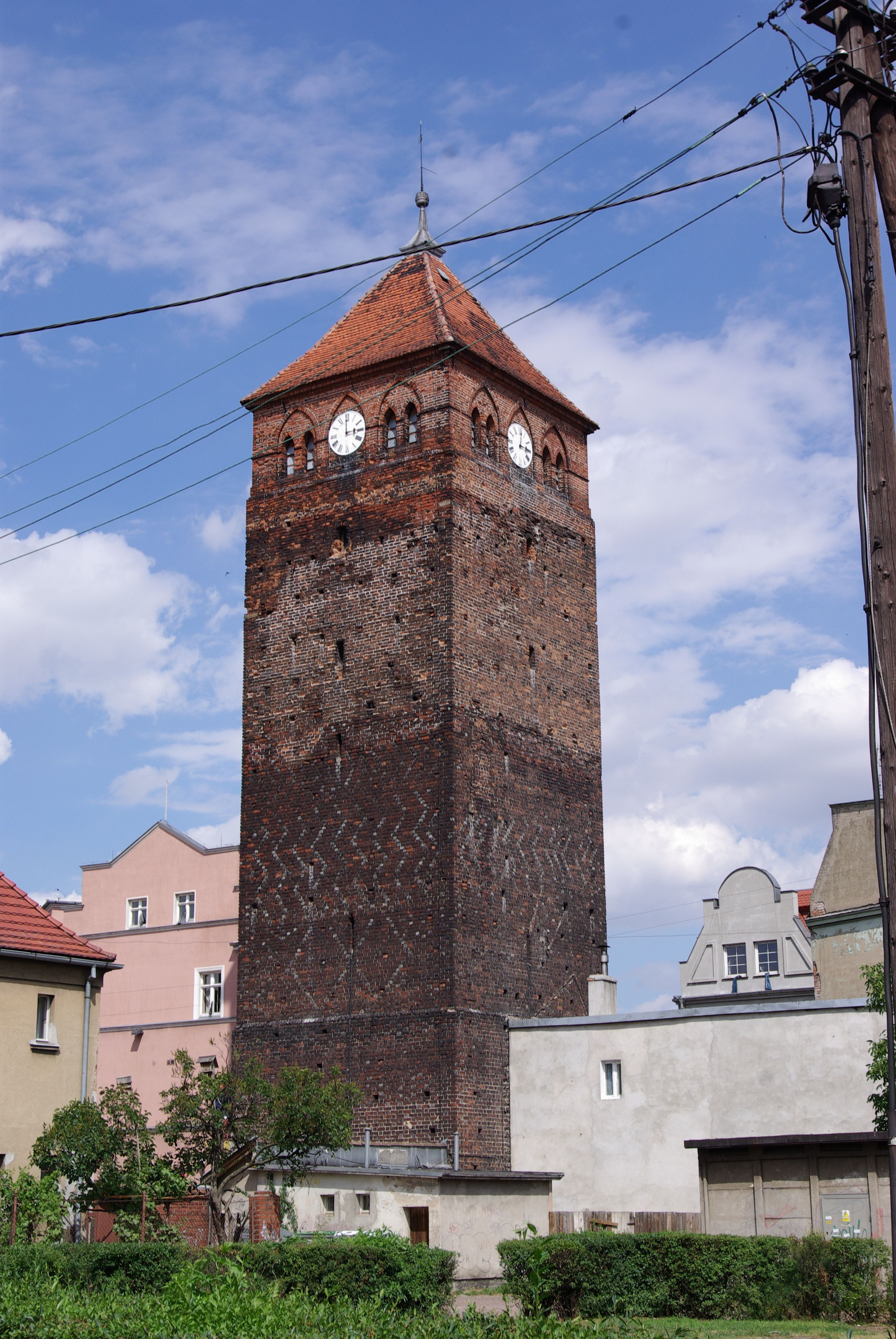
Башня